# Университет „Дрю“
Университет „Дрю“ е частна висша институция за съвместно обучение в американския град Мадисън, свързана с Обединената методистка църква. Училището е основано през 1867 г. като теологическа семинария „Дрю“. Прякорът му е „Университетът в гората“ заради залесената част от кампуса от 75 ха. Университетът обединява три училища, в които към есента на 2020 г. се обучават над 2 200 студента.
През 1867 г. финансистът и железопътен магнат Даниъл Дрю купува имот в Мадисън за създаването на семинария за подготовка на методистки свещеници. Впоследствие семинарията е разширена, като през 1928 г. са добавени програми за обучение на бакалаври, а през 1955 г. са включени магистърски и докторантски програми. 